# 全日本プロポケットビリヤード選手権
全日本プロポケットビリヤード選手権はNBA、JPBAが主催して行っている日本選手権大会。SG1クラスに分類される。単に全日本選手権、海外向けにはオール・ジャパン・チャンピオンシップとも呼ぶことがある。1991年以降、ナインボールで競技されているが、2011年以降は男子のみテンボールで行われた。2002年より寛仁親王牌の名を冠している。

## 概略
国際オープン戦であり、海外からのプロも参加する。また、一部のアマチュア参加枠があり、アマチュア全国大会の優勝者(全日本都道府県対抗ポケットビリヤード選手権の場合はMVP)、および国内オープン戦(G2以上)において「ベストアマ賞」受賞者が参加できる他、ステージ1の前に行われるアマチュア予選にエントリーすることもできる。
この選手権大会はWPAのランキングポイントの対象ともなっており、ファイナリストは翌年に開催されるWPAが主催する世界ナインボール選手権への本選シード参加資格が与えられる。
この十数年は、毎年11月に尼崎のあましんアルカイックホールで開催されている。

## 歴史
1967年に初開催される。競技種目はローテーションであった。
1968年は藤間一男が世界14-1選手権へ参加するため渡米し2ヶ月間滞在。そのため本大会へ時間が割けず、開催されなかった。
1969年、競技種目に14-1が追加される。後年、競技種目にナインボールが追加され、これらの競技における優勝者の他、総合優勝者が決定された。
1988年には女子プロ枠でも開催され、JPBA初の女子プロ原田美恵子(第3期生)が優勝した。
1991年の第24回大会からは競技種目がナインボールのみとなった。
2002年5月2日に霞ヶ関において「寬仁親王牌拝戴式」が行われ、日本ビリヤード協会総裁である寬仁親王より「寬仁親王牌」が下賜された。
2011年の第44回大会は男子の競技種目がテンボールに変更された。
2020年以降は3年連続中止。

## 歴代優勝者
| 開催年 | 期間                 | 男子優勝者                                      | 女子優勝者                                        |
| ------ | -------------------- | ----------------------------------------------- | ------------------------------------------------- |
| 1967   | -                    | 藤間一男（ 日本）                               | -                                                 |
| 1969   | -                    | ジョセフ・バルシス（ アメリカ合衆国）           | -                                                 |
| 1970   | -                    | 藤間一男（ 日本）                               | -                                                 |
| 1971   | -                    | 浪江隆（ 日本）                                 | -                                                 |
| 1972   | -                    | 藤間一男（ 日本）                               | -                                                 |
| 1973   | -                    | 田中守（ 日本）                                 | -                                                 |
| 1974   | -                    | ルー・ビュテラー（ アメリカ合衆国）             | -                                                 |
| 1975   | -                    | 角当哲朗（ 日本）                               | -                                                 |
| 1976   | -                    | ジム・レンピ（ アメリカ合衆国）                 | -                                                 |
| 1977   | -                    | ジム・レンピ（ アメリカ合衆国）                 | -                                                 |
| 1978   | -                    | 角当哲朗（ 日本）                               | -                                                 |
| 1979   | -                    | 奥村健（ 日本）                                 | -                                                 |
| 1980   | -                    | 奥村健（ 日本）                                 | -                                                 |
| 1981   | -                    | 奥村健（ 日本）                                 | -                                                 |
| 1982   | -                    | 井上淳介（ 日本）                               | -                                                 |
| 1983   | -                    | 井上淳介（ 日本）                               | -                                                 |
| 1984   | -                    | 井上淳介（ 日本）                               | -                                                 |
| 1985   | -                    | 戸田孝（ 日本）                                 | -                                                 |
| 1986   | -                    | アレン・ホプキンス（ アメリカ合衆国）           | -                                                 |
| 1987   | -                    | アレン・ホプキンス（ アメリカ合衆国）           | -                                                 |
| 1988   | -                    | 古波蔵保和（ 日本）                             | 原田美恵子（ 日本）                               |
| 1989   | -                    | 利川章雲（ 日本）                               | 朱雪莉（ 中国）                                   |
| 1990   | -                    | 花谷勝（ 日本）                                 | ロリー・ジョーンズ（ アメリカ合衆国）             |
| 1991   | -                    | 小杉純一（ 日本）                               | 原田美恵子 （ 日本）                              |
| 1992   | -                    | 利川章雲（ 日本）                               | 梶谷景美（ 日本）                                 |
| 1993   | -                    | 奥村健（ 日本）                                 | 陳純甄（ チャイニーズタイペイ）                   |
| 1994   | -                    | 張皓評（ チャイニーズタイペイ）                 | 高木まき子（ 日本）                               |
| 1995   | -                    | 奥村健（ 日本）                                 | 朱雪莉（ 中国）                                   |
| 1996   | -                    | 楊清順（ チャイニーズタイペイ）                 | アリソン・フィッシャー（ イングランド）           |
| 1997   | -                    | 高橋邦彦（ 日本）                               | 陳純甄（ チャイニーズタイペイ）                   |
| 1998   | -                    | 張皓評（ チャイニーズタイペイ）                 | 柳信美（ チャイニーズタイペイ）                   |
| 1999   | 11月21日 ～ 11月23日 | エフレン・レイズ（ フィリピン）                 | 梶谷景美（ 日本）                                 |
| 2000   | 11月23日 ～ 11月26日 | アントニオ・リニング（ フィリピン）             | カレン・コー（ アイルランド）                     |
| 2001   | -                    | コリー・デュエル（ アメリカ合衆国）             | 柳信美（ チャイニーズタイペイ）                   |
| 2002   | 11月20日 ～ 11月24日 | フランシスコ・ブスタマンテ（ フィリピン）       | 潘曉婷（ 中国）                                   |
| 2003   | 11月20日 ～ 11月24日 | エフレン・レイズ（ フィリピン）                 | 柳信美（ チャイニーズタイペイ）                   |
| 2004   | 11月18日 ～ 11月23日 | ラルフ・スーケット（ ドイツ）                   | 梶谷景美（ 日本）                                 |
| 2005   | 11月21日 ～ 11月27日 | 奥村健（ 日本）                                 | 潘曉婷（ 中国）                                   |
| 2006   | 11月15日 ～ 11月19日 | リー・ヴァン・コルテッザ（ フィリピン）         | 林元君（ チャイニーズタイペイ）                   |
| 2007   | 11月19日 ～ 11月25日 | 呉珈慶（ チャイニーズタイペイ）                 | 張舒涵（ チャイニーズタイペイ）                   |
| 2008   | 11月19日 ～ 11月24日 | ミカ・イモネン（ フィンランド）                 | 潘曉婷（ 中国）                                   |
| 2009   | 11月9日 ～ 11月15日  | フランシスコ・ブスタマンテ（ フィリピン）       | 韓雨（ 中国）                                     |
| 2010   | 11月23日 ～ 11月28日 | トーステン・ホーマン（ ドイツ）                 | 林筱埼（ チャイニーズタイペイ）                   |
| 2011   | 11月14日 ～ 11月20日 | 柯乗逸（ チャイニーズタイペイ）                 | 陳思明（ 中国）                                   |
| 2012   | 11月12日 ～ 11月18日 | 張榮麟（ チャイニーズタイペイ）                 | 周捷予（ チャイニーズタイペイ）                   |
| 2013   | 11月18日 ～ 11月24日 | 柯乗逸（ チャイニーズタイペイ）                 | 梶谷景美（ 日本）                                 |
| 2014   | 11月18日 ～ 11月24日 | レイモンド･ファロン（ フィリピン）              | 呉チーティン（ チャイニーズタイペイ）             |
| 2015   | 11月9日 ～ 11月15日  | ヨハン・チュア（ フィリピン）                   | 金佳映（ 韓国）                                   |
| 2016   | 11月17日 ～ 11月23日 | 柯乗逸(カー・ピンイー)（ チャイニーズタイペイ） | 譚禾耘(チェン・ホーユン)（ チャイニーズタイペイ） |
| 2017   |                      | ヨハン・チュア（ フィリピン）                   | 陳思明（ 中国）                                   |
| 2018   |                      | 高野智央                                        | 史天其（ 中国）                                   |
| 2019   |                      | 鄭肖淮（ 中国）                                 | 韓雨（ 中国）                                     |
| 2023   |                      | 呂輝展                                          |                                                   |
| 2024   |                      | 呉坤霖                                          |                                                   |